# 松本人志
松本人志（日语：／ Matsumoto Hitoshi，1963年9月8日—），日本著名男搞笑藝人及導演。兵庫縣尼崎市出身，兵庫縣立尼崎工業高等學校畢業。身高172cm，血型B型。是搞笑諧星組合「DOWNTOWN」的成員，以「絕對不能笑系列」懲罰遊戲而聞名，近年投入於導演方面的工作。為經紀公司吉本興業（東京本社）的所属藝人，暱稱是松ちゃん（阿松或小松），已婚。

## 經歷
- 1982年，在家鄉兵庫縣尼崎市的高校畢業後，與從小學就認識的好友濱田雅功一起報考吉本總合藝能學院（NSC），並在入學初期組成二人搞笑組合「DOWN TOWN」。

- 2000年，與SMAP的中居正廣和竹中直人共同演出自己創作劇本的電視劇《傳説的教師》，劇集中探討了校園欺凌、生死觀、性及少年犯罪等問題。

- 2007年，由松本自己一手投資、編劇、導演和主演的電影《大日本人》上出映，並憑該作品參與了該年度的坎城影展，展開他的導演生涯。

- 2009年，經由所属事務所宣佈與前NTV（日本電視台）清晨新聞的天氣報導員伊原凛奉子成婚。[1]

- 由2004年開始，《DownTown之不是給小孩的工作!!》節目上的主持們（松本、濱田、遠藤章造、田中直樹、山崎邦正）多次分成兩方，進行一頂競賽對決，其中落敗的一方必須接受特別的懲罰企劃。歷年來對決過的競賽項目包括4乘100米賽跑、接力泳賽、保齡球、芥辣壽司挑戰賽和電流俄羅斯輪盤等。懲罰企劃大多是「絕對不能笑系列」企劃，落敗的成員要參與不同處境（溫泉旅館、警署、高中和病院等）的兩日一夜旅程，並在途中面對製作人精心設下的搞笑陷阱（請來大量搞笑藝人和老牌歌手、甘草演員，例如藤原寛、溫水洋一、板尾創路、劇團一人、今夜的山田等人助陣），一旦忍不住笑起來便會馬上受到暴力刑罰（大多數的是被棒子打屁股或是用泰式拳踢踢屁股，曾經使用過的刑具有竹筒飛箭、竹刀、警棒、長鞭等），雖然眾人面對各種爆笑場面都盡量保持冷靜克制，但由於經常內訌互相引對方發笑，所以他們受罰的次數每年都呈現增幅。[2]

- 2024年1月因為接連爆出的性醜聞事件，宣布停止演藝事業。[3]

## 人物
- 是左撇子

- 曾經在1994年成為日本演藝界收入排行榜第一位。

- 作為日本藝能界知名鑽石王老五（身家豐厚的單身漢），長年與眾多女星傳出花邊新聞，包括常盤貴子[4]、島袋寛子和優香等。

- 曾經公開宣言過自己絕對不會結婚。

- 由於家境並不富裕，自小時候就習慣在有限的條件下自娛，從而訓練出豐富的想像力和創造力，松本也在採訪中表示過：“一切都是由免費的笑聲開始”。

- 與「DownTown」的拍檔濱田雅功表演搞笑對話時，通常首先由松本無理發難，之後濱田會作出反擊，大力拍打松本頭部直至感到虛脫為止。[5]

- 哥哥松本隆博是一名吉他民謠歌手，最近因為關西地區出現大批H1N1流感感染者，松本隆博特地組成免費分發口罩隊，向大眾發放一萬個口罩，結果登上日本雅虎搜尋排行榜。

## 個人演出

### 執導電影
- 大日本人（2007年）
- Symbol （页面存档备份，存于）（しんぼる）（2009年）
- R100 （页面存档备份，存于） （2013年）

### 舞台劇
- 闇之門（2007年10月18日 - 10月22日）
- 「DARKNESS GATE」（2008年10月9日 - 10月13日）

### 食玩
- 松本人志－世界的珍獣（2003年）

### 綜藝節目
- 一人松本（1996 - 1997，富士電視台）
- 新．一人松本（1997年，富士電視台）
- 松松本（1998年，富士電視台）
- 我伊兒之稻草（1999 - 2000年，朝日電視台）
- 我伊兒之稻草２（2000年，朝日電視台）
- 松本紳助（2000年- 2006年，廣島→NTV電視台）
- M - 1大獎賽（2001 - ，朝日廣播公司）
- SMAP×SMAP特別編－中居正廣單打（2001年，富士電視，中居與松本的對話）
- 賽博格的靈魂（2002年至2003年，TBS電視台）
- 娃娃叔叔工程（2002至2003年，富士電視台）
- 大喚醒採訪（2003年，富士電視台）
- 人志松本的講座（2004 - ，富士電視台）
- 上班叔叔劇場（2006 - 2007，富士電視台）
- 良好的笑！（2007年6月1日）
- 曼尼的長矛（2007年6月1日）
- SmaSTATION（2007年6月2日，朝日電視台）
- 松本見聞錄 （2008年，TBS電視台）

### 電視
- 穿上龍馬！（1996年，NHK，扮演「村姑」；友情演出）
- 傳説的教師（2000年，NHK，扮演「南波次郎」）
- 在那裡的明天（2001年，NHK，扮演「謎之男」）
- 交響情人夢（2006年，富士電視台，扮演「松本人志」；友情演出）

### 紀錄片
- NHK BS 10周年慶典「松本人志的正當」（NHK-BS，1999年1月29日）
- Getsuyoru! 特別版「松本人志所有通話」（2007年5月28日）
- 松本人志的大人間論（NHK-BS，2007年6月21日[6]）

### 舞台
- 尺寸停止之海峽（1994年），今田耕司、板尾創路、東野幸治共同出演。
- 松風'95 （1995年）

### 電台
- 放送室（2001年 - 2009年 JFN）

## 外部連結
- 松本人志的X（前Twitter）
- 新執導電影"Symbol"的官方網頁
- 「DOWN TOWN」節目的官方網頁 （页面存档备份，存于）